# مايكل جاي نولز
مايكل جاي نولز (بالإنجليزية: Michael J. Knowles)‏ هو صحفي وناقد سينمائي وممثل أمريكي، ولد في 18 مارس 1990 في الولايات المتحدة.

## روابط خارجية
- الموقع الرسمي
- مايكل جاي نولز في قاعدة بيانات الأفلام على الإنترنت